# Rossinyol de Sharpe
El rossinyol de Sharpe (Sheppardia sharpei) és una espècie d'ocell de la família dels muscicàpids (Muscicapidae) endèmica de les muntanyes de l'Àfrica oriental. El seu hàbitat natural són els boscos tropicals i subtropicals de frondoses humits i els matollars de l'estatge montà. El seu estat de conservació es considera de risc mínim.
El nom específic de Sharpe fa referència a Richard Bowdler Sharpe (1847-1909), ornitòleg britànic.